# Arthroleptis palava
Arthroleptis palava Blackburn, Gvoždík & Leaché, 2010 è un anfibio anuro, appartenente alla famiglia degli Artroleptidi.

## Etimologia
L'epiteto specifico è una parola in pidgin dell'Africa centrale e occidentale che significa «problema», in riferimento al fatto che la specie in passato era confusa erroneamente con A. poecilonotus.

## Distribuzione e habitat
Si trova sull'altopiano di Bamenda in Camerun e sugli altopiani di Obudu e Mambilla in Nigeria, tra 1000 e 2120 mt di altitudine; sulle montagne Gotel al confine tra Nigeria e Camerun a 1890 mt e sul Tchabal Mbabo in Camerun a 2060mt.